# Hunting High and Low
Az 1985-ös Hunting High and Low az A-ha debütáló nagylemeze. Hatalmas kereskedelmi siker volt, tízmillió példányban kelt el világszerte, a Billboard 200 listán a 15. helyig jutott, más országokban listavezető lett. Szerepel az 1001 lemez, amit hallanod kell, mielőtt meghalsz című könyvben.
Összesen öt kislemez jelent meg az album mellé, de nem mind világszerte: Take on Me, Love Is Reason, The Sun Always Shines on T.V., Train of Thought és Hunting High and Low. 1986-ban Grammy-díjra jelölték az együttest a legjobb új előadó kategóriában, így ők lettek az első norvég zenekar, amelyik jelölést kapott.
2010-ben jelent meg az album bővített, újrakevert kiadása.

## Az album dalai
|     | Cím                            | Szerző(k)                                     | Hossz |
| --- | ------------------------------ | --------------------------------------------- | ----- |
| 1.  | Take on Me                     | Pål Waaktaar, Magne Furuholmen, Morten Harket | 3:48  |
| 2.  | Train of Thought               | Waaktaar                                      | 4:14  |
| 3.  | Hunting High and Low           | Waaktaar                                      | 3:45  |
| 4.  | The Blue Sky                   | Waaktaar                                      | 2:36  |
| 5.  | Living A Boy's Adventure Tale  | Waaktaar, Harket                              | 5:00  |
| 6.  | The Sun Always Shines on T.V.  | Waaktaar                                      | 5:08  |
| 7.  | And You Tell Me                | Waaktaar                                      | 1:51  |
| 8.  | Love Is Reason                 | Waaktaar, Furuholmen                          | 3:04  |
| 9.  | I Dream Myself Alive           | Waaktaar, Furuholmen                          | 3:06  |
| 10. | Here I Stand and Face the Rain | Waaktaar                                      | 4:30  |

## Közreműködők

### Együttes
- Morten Harket – ének
- Magne Furuholmen – billentyűk, ének
- Pål Waaktaar – gitár, ének

### További zenészek
- John Ratcliff – billentyűk, vokál

### Produkció
- Bobby Hata – mastering
- John Ratcliff – producer, újrakeverés
- Alan Tarney – producer
- Tony Mansfield – producer
- Jeffrey Kent Ayeroff – művészeti irány, design
- Neill King – hangmérnök
- Jeri McManus – művészeti irány, borítóterv, design
- Just Loomis – fényképek

## Fordítás
Ez a szócikk részben vagy egészben a Hunting High and Low című angol Wikipédia-szócikk ezen változatának fordításán alapul.  Az eredeti cikk szerkesztőit annak laptörténete sorolja fel. Ez a jelzés csupán a megfogalmazás eredetét és a szerzői jogokat jelzi, nem szolgál a cikkben szereplő információk forrásmegjelöléseként.